# ПАММ-счёт
ПАММ-счёт (от англ. Percent Allocation Management Module, PAMM — модуль управления процентным распределением) — специфичный механизм функционирования торгового счёта, технически упрощающий процесс передачи средств на торговом счёте в доверительное управление выбранному доверительному управляющему для проведения операций на финансовых рынках.

## Общая информация
Средства с ПАММ-счёта не переводятся на счёт управляющего, управляемый счёт принадлежит доверителю (инвестору), управляющий не может с него снять денежные средства доверителя. Управляющий производит операции со своим собственным счётом, рискуя средствами на нём. Это должно снижать вероятность безответственного управления. При этом рыночный риск обычно принимает на себя доверитель в рамках своей суммы, но в некоторых системах часть риска может возлагаться на управляющего. Все торговые операции дублируются на инвесторских счетах. Дублирование происходит пропорционально размеру счёта: если депозит инвестора в 2 раза больше депозита управляющего, то размер копируемых сделок так же будет в 2 раза больше. В этом свойстве ПАММ-счета являются потомком LAMM-счетов («Lot allocation management module»), в которых дублирование происходило в точности, независимо от размера счёта клиента. Это удобно для счетов, размер которых примерно такой же, как и счёт управляющего.
Доверенным управляющим (менеджером счёта, управляющим трейдером) обычно выступает трейдер, который публикует статистику своих сделок, и которому доверяют управление средствами другие трейдеры или инвесторы. Один трейдер может иметь несколько ПАММ-счетов.
Использование ПАММ-счёта само по себе не даёт гарантии прибыльности. Основное назначение подобной системы — техническое упрощение взаимодействия управляющего и доверителей, которое включает в себя автоматический мониторинг ПАММ-счетов, приём и возврат средств, разграничение собственных средств трейдера и средств доверителей.
Брокер осуществляет долевой учёт, обеспечивает одинаковые права всем доверителям, позволяет выделить в любой момент времени ту часть управляемого имущества, которое принадлежит каждому из доверителей в отдельности.

## Юридические особенности
По своей юридической сути, ПАММ-счёт является одной из форм доверительного управления объединённым имуществом нескольких доверителей.
Гражданский кодекс Российской Федерации в ст. 1013 запрещает передавать в доверительное управление исключительно денежные средства, кроме законодательно предусмотренных случаев. Не только в России, но и в большинстве других стран услуги по управлению активами являются лицензированной деятельностью. По состоянию на 2015 год право управления денежными средствами имеют банки и управляющие компании, обладающие соответствующими лицензиями ФСФР. При этом они не могут привлекать какие-либо кредиты под залог имущества, находящегося в управлении (в том числе не могут использовать механизм маржинальной торговли, который широко применяются как на фондовом рынке, так и на форексе).
Кодекс также предусматривает, что сделки с переданным в доверительное управление имуществом доверительный управляющий совершает от своего имени, указывая при этом, что он действует в качестве такого управляющего (ст. 1012 ГК РФ). При отсутствии указания о действии доверительного управляющего в этом качестве доверительный управляющий обязывается перед третьими лицами лично и отвечает перед ними только принадлежащим ему имуществом. Кроме того, доверительный управляющий несёт ответственность перед учредителем управления в полном объёме причиненных убытков. Несоблюдение формы договора доверительного управления имуществом влечёт его ничтожность (ст. 1017 ГК РФ). Предлагаемые на форексе варианты счетов и договоров обычно нарушают эти нормы Гражданского Кодекса РФ, что в спорных ситуациях не позволяет использовать юридическую защиту.
Обычно компании, предоставляющие ПАММ-счета, доверителей об этих нормах закона не информируют, а сами компании не имеют брокерских лицензий.
Термины «ПАММ-счет», «ПАММ-кошелек», «ПАММ-портфель», «ПАММ-терминал», «PAMM-account» являются товарными знаками нескольких компаний, зарегистрированных на Кипре. Это приходится учитывать при использовании таких терминов.

## Распределение прибыли и убытков
Торговая платформа может рассматривать ПАММ-счёт как единое целое, а не множество отдельных счетов доверителей и управляющего. В этом случае проведение любой торговой операции изменяет совокупный баланс. По окончании торгового периода прибыль, полученная на ПАММ-счёте, пропорционально распределяется между участниками ПАММ-счёта. Помимо доли от прибыли, пропорциональной своему капиталу, управляющий дополнительно получает вознаграждение за свою деятельность согласно условиям договора.
Убыток также подлежит пропорциональному распределению между счетами. В некоторых системах убыток может распределяться в первую очередь на управляющего с ограничением уровня убытка для инвестора. Обычно, сумма убытка не изменяет вознаграждения управляющего.
Распределение результатов между участниками ПАММ-счёта осуществляет брокер в автоматическом режиме.

## Преимущества и недостатки ПАММ-счёта

### Преимущества ПАММ-счёта для управляющего
- все позиции, которые открывает на своём счёте управляющий, распределяются по счетам доверителей в процентном к их текущему балансу соотношении, при этом каждый счёт несёт одинаковый уровень риска, вне зависимости от размера счёта;
- единый торговый счёт для неограниченного числа доверителей;
- возможность получения дохода как в виде вознаграждения от клиентов, так и от собственной торговли;
- возможность установки торговых условий ПАММ-счёта по своему усмотрению;
- прибыльная торговля управляющего может привлечь неограниченное число доверителей, что увеличит доход управляющего в форме платы за управление.

### Преимущества ПАММ-счёта для инвестора
- наличие на ПАММ-счёте собственного капитала управляющего, который выступает гарантией соблюдения интересов доверителей;
- система безопасности, которая не позволяет управляющему снимать средства доверителей, но позволяет совершать сделки на счёте;
- возможность вводить и выводить средства из управления в любой момент;
- возможность диверсификации инвестиций путём размещения их на ПАММ-счетах разных управляющих;
- прозрачная текущая торговая деятельность на ПАММ-счёте, история совершения сделок, возможность наблюдать за сделками по счёту в режиме реального времени.

### Недостатки ПАММ-счёта для брокера
Организация системы ПАММ-счетов требует от брокера дополнительного программного обеспечения и более сложного управления рисками, в том числе юридическими.

### Недостатки ПАММ-счёта для инвестора
Законодательство многих стран (в том числе России, Украины, США) предусматривает специальный режим лицензирования для осуществления подобных операций. Действия инвестора без соблюдения законодательных требований делает невозможным получение официальной защиты в случае мошенничества любой из сторон или неисполнения своих обязательств.
ПАММ-счета сохраняют риски потери денег из-за неудачных торговых стратегий трейдеров. Управляющие могут вводить ограничения на суммы, принимаемые на счёт и отказываться от приёма новых доверителей.